# Fed Cup 2008 Zona Europea/Africana
La Zona Euro-Africana (Europe/Africa Zone) è una delle 3 divisioni zonali nell'ambito della Fed Cup 2008.
Essa è a sua volta suddivisa in tre gruppi (Group I, Group II, Group III) formati rispettivamente da squadre inserite in tali gruppi in base ai risultati ottenuti l'anno precedente.

## Gruppo I
- Girone: SYMA Sportközpont, Budapest, Ungheria (sintetico)
- Data: Settimana del 28 gennaio

Le 15 squadre vengono inserite in tre raggruppamenti da 4 e uno da 3 squadre ciascuno. Le quattro squadre classificatesi al primo posto di ciascun gruppo prendono parte ai play-off per stabilire le 2 nazioni che avranno il diritto di partecipare ai World Group II Play-offs e quindi tentare la promozione al World Group II.

Le 4 squadre classificatesi all'ultimo posto di ciascun gruppo prendono parte ai play-out, in cui le due perdenti saranno retrocesse nel Group II della Zona Euro-Africana per l'edizione del 2009.

### Pools
|   | Pool A            | NED | BUL | LUX | POR |   |                   | Pool B | SUI | HUN | DEN | GBR |
| 1 | Paesi Bassi (3-0) |     | 2-0 | 2-1 | 3-0 | 1 | Svizzera (3-0)    |        | 2-1 | 3-0 | 2-1 |     |
| 2 | Bulgaria (2-1)    | 0-2 |     | 2-1 | 3-0 | 2 | Ungheria (2-1)    | 1-2    |     | 3-0 | 2-1 |     |
| 3 | Lussemburgo (1-2) | 1-2 | 1-2 |     | 2-0 | 3 | Danimarca (1-2)   | 0-3    | 0-3 |     | 2-1 |     |
| 4 | Portogallo (0-3)  | 0-3 | 0-3 | 0-2 |     | 4 | Regno Unito (0-3) | 1-2    | 1-2 | 1-2 |     |     |

|   | Pool C            | SWE | BLR | SLO | GEO |
| 1 | Svezia (3-0)      |     | 2-1 | 3-0 | 3-0 |
| 2 | Bielorussia (2-1) | 1-2 |     | 3-0 | 3-0 |
| 3 | Slovenia (1-2)    | 0-3 | 0-3 |     | 2-0 |
| 4 | Georgia (0-3)     | 0-3 | 0-3 | 0-2 |     |

|   | Pool D        | SRB | ROM | POL |
| 1 | Serbia (2-0)  |     | 2-1 | 2-1 |
| 2 | Romania (1-1) | 1-2 |     | 3-0 |
| 3 | Polonia (0-2) | 1-2 | 0-3 |     |

### Play-offs
| Posizione  | Squadra vincitrice | Risultato | Squadra sconfitta |
| ---------- | ------------------ | --------- | ----------------- |
| 1°-4°      | Serbia             | 2-0       | Paesi Bassi       |
| 1°-4°      | Svizzera           | 2-1       | Svezia            |
| 5°-8°      | Ungheria           | 2-0       | Bulgaria          |
| 5°-8°      | Romania            | 2-0       | Bielorussia       |
| Promozione | Polonia            | 3-0       | Georgia           |
| Promozione | Regno Unito        | 2-0       | Portogallo        |

- Serbia e Svizzera avanzano al World Group II play-offs.
- Georgia e Portogallo retrocesse al Europe/Africa Gruppo II della Fed Cup 2009.

## Gruppo II
- Girone: Coral Club, Tallinn, Estonia (Cemento indoor)
- Data: Settimana del 28 gennaio

Le 7 squadre vengono suddivise in due gruppi da 3 e da 4 squadre ciascuno. La prima classificata di ciascuno dei due gruppi gioca uno spareggio contro la seconda dell'altro gruppo per determinare quali due squadre verranno promosse nel Group I della zona Euro-Africana della Fed Cup 2009. Le ultime classificate di ciascun gruppo vengono retrocesse nel Group III della zona Euro-Africana della Fed Cup 2009.

### Pools
|   | Pool A                     | BIH | RSA | TUR |
| 1 | Bosnia ed Erzegovina (2-0) |     | 3-0 | 3-0 |
| 2 | Sudafrica (1-1)            | 0-3 |     | 2-1 |
| 3 | Turchia (0-2)              | 0-3 | 1-2 |     |

|   | Pool B         | EST | LTU | GRE | IRE |
| 1 | Estonia (3-0)  |     | 3-0 | 3-0 | 3-0 |
| 2 | Lituania (2-1) | 0-3 |     | 2-0 | 2-1 |
| 3 | Grecia (1-2)   | 0-3 | 0-2 |     | 2-1 |
| 4 | Irlanda (0-3)  | 0-3 | 1-2 | 1-2 |     |

### Play-offs
| Posizione     | Squadra vincitrice   | Risultato | Squadra sconfitta |
| ------------- | -------------------- | --------- | ----------------- |
| Play-off      | Estonia              | 3-0       | Sudafrica         |
| Play-off      | Bosnia ed Erzegovina | 2-0       | Lituania          |
| Retrocessione | Turchia              | 3-0       | Grecia            |

- Bosnia/Herzegovina e Estonia promossa alla Zona Europea/Africana Gruppo I della Fed Cup 2009.
- Grecia e Irlanda retrocesse alla Zona Europea/Africana Gruppo III della Fed Cup 2009.

## Gruppo III
- Girone: Master Class Tennis & Fitness Club, Erevan, Armenia (Terra)
- Data:22-26 aprile

Le 11 squadre vengono divise in due gruppi rispettivamente da 5 e da 6 squadre ciascuno. La squadra vincitrice di ciascun gruppo viene promossa nel Group II della zona Euro-Africana della Fed Cup 2009.
|   | Gruppo A        | LAT | NOR | MRI | ISL | ZIM |
| 1 | Lettonia (4-0)  |     | 2-1 | 3-0 | 3-0 | 3-0 |
| 2 | Norvegia (3-1)  | 1-2 |     | 2-1 | 3-0 | 3-0 |
| 3 | Mauritius (2-2) | 0-3 | 1-2 |     | 3-0 | 3-0 |
| 4 | Islanda (1-3)   | 0-3 | 0-3 | 0-3 |     | 3-0 |
| 5 | Zimbabwe (0-4)  | 0-3 | 0-3 | 0-3 | 0-3 |     |

|   | Gruppo B         | MAR | ARM | FIN | EGY | MNE | MDA |
| 1 | Marocco (5-0)    |     | 2-1 | 2-1 | 3-0 | 3-0 | 3-0 |
| 2 | Armenia (4-1)    | 1-2 |     | 2-1 | 3-0 | 2-1 | 3-0 |
| 3 | Finlandia (3-2)  | 1-2 | 1-2 |     | 2-1 | 2-1 | 2-1 |
| 4 | Egitto (2-3)     | 0-3 | 0-3 | 1-2 |     | 2-1 | 2-1 |
| 5 | Montenegro (1-4) | 0-3 | 1-2 | 1-2 | 1-2 |     | 2-1 |
| 6 | Moldavia (0-5)   | 0-3 | 0-3 | 1-2 | 1-2 | 1-2 |     |

- Lettonia e Marocco promosse al Gruppo II della Fed Cup 2009.